# USS Enterprise (NCC-1701-D)

USS Enterprise (NCC-1701-D)

USS Enterprise (NCC-1701-D) (sau Enterprise-D, pentru a diferenția navele stelare cu același nume) este a 24-a Navă Stelară în universul fictiv al Star Trek și principalul loc de desfășurare al serialului de televiziune Star Trek: Generația următoare. Enterprise-D este prezentată ca o nava din clasa Galaxy și cea de-a cincea nava stelara din flota Federației care purta numele Enterprise. 
Enterprise-D apare, de asemenea, în episodul pilot din serialul Star Trek: Deep Space Nine ("Emisar"), la finalul seriei Star Trek: Enterprise ("These Are the Voyages..."), și în filmul Star Trek Generații, în care nava se prăbușește pe planeta Veridian III.